# BYD Destroyer 05
La BYD Destroyer 05 (in cinese: 比亚迪 驱逐舰05) è un'autovettura prodotta dalla casa automobilistica cinese BYD Auto dal 2022.

## Descrizione
Presentato originariamente nel novembre 2021 durante il Guangzhou Auto Show, la BYD Destroyer 05 è stata lanciata sul mercato automobilistico cinese nel marzo 2022. La vettura è una berlina di medie dimensioni con carrozzeria due volumi a quattro porte, disponibile unicamente con motorizzazioni PHEV. 
L'interno della Destroyer 05 è dotato di un cruscotto con display digitale di 8,8 pollici  e di un secondo schermo touch screen da 15,6 pollici posto sulla console centrale che può ruotare ed essere posizionato in orizzontale o verticale.
La Destroyer 05 è inoltre dotata del sistema di assistenza alla guida intelligente denominato DiPilot, che fornisce al guidatore funzioni avanzate di assistenza alla guida, tra cui la frenata automatica, il mantenimento di mantenimento della carreggiata, il cruise control adattivo e il riconoscimento dei pedoni.
A spingere la vettura c'è un sistema ibrido in due varianti con due diversi tagli della batteria. Entrambe le versioni sono dotate di un motore a benzina da 1,5 litri che produce 109 CV (81 kW) e sono dotate di uno o due motori elettrici in base all'allestimento per una potenza combinata di 177 CV (132 kW) o 194 CV (145 kW1). La batteria più piccola offre un'autonomia in modalità elettrica di 55 km, mentre quella più grande consente di viaggiare fino a 120 km con la sola alimentazione elettrica. Nella versione più potente la vettura ha un'accelerazione nello 0 a 100 km/h di 7,3 secondi.